# Thoristella carmesina
Thoristella carmesina är en snäckart som först beskrevs av Webster 1908.  Thoristella carmesina ingår i släktet Thoristella och familjen pärlemorsnäckor. Inga underarter finns listade i Catalogue of Life.